# 旧五箇山街道峠道

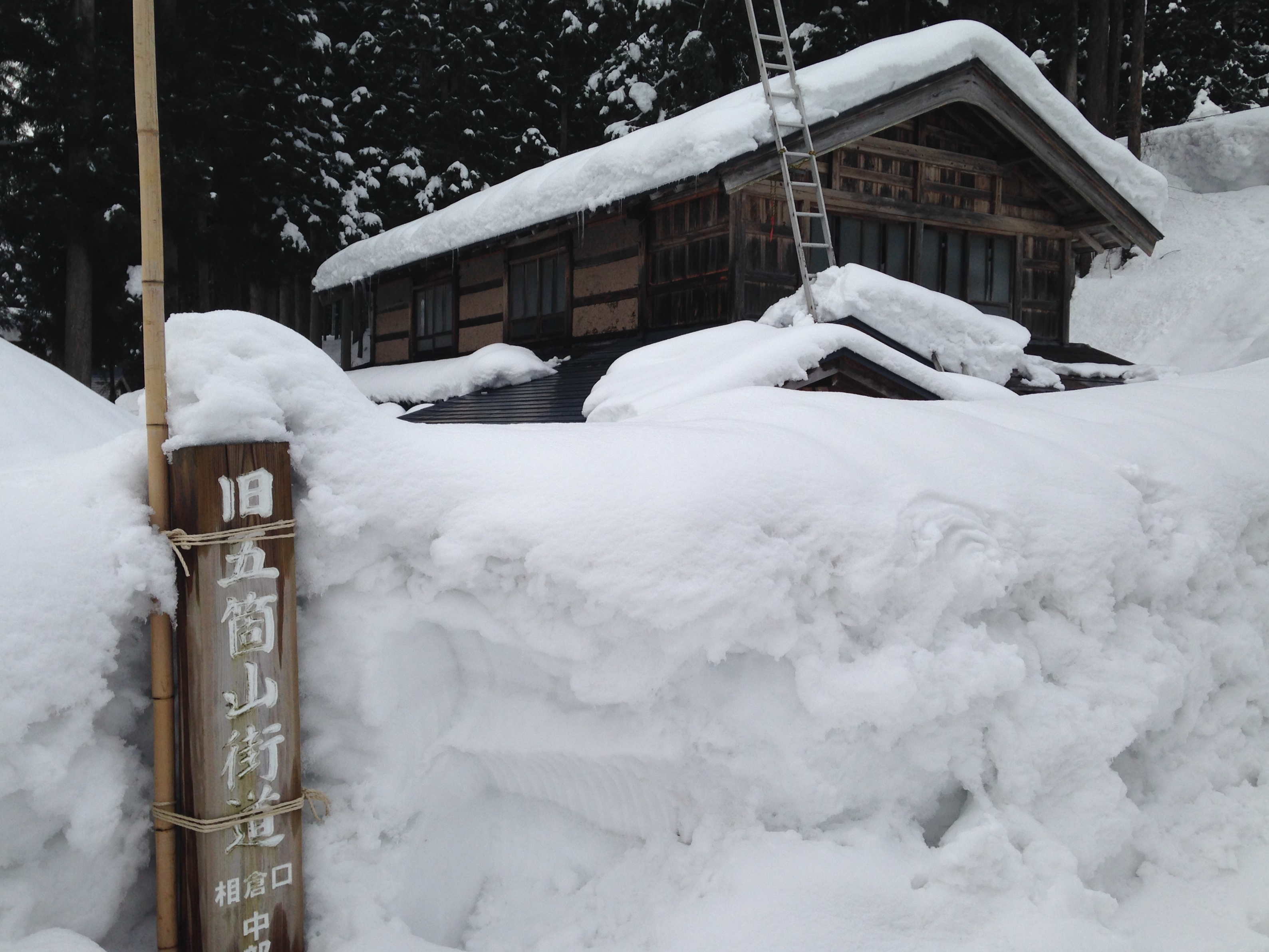
相倉集落に設置された、旧五箇山街道峠道の標識(冬期撮影)

旧五箇山街道峠道（きゅうごかやまかいどうとうげみち）は、富山県にある文化財の名称。峻険な山岳地帯に位置する富山県南砺市の五箇山地域では、古くより砺波郡平野部に出るための街道・峠道が多数用いられていた。その中でも五箇山の中心集落である下梨・上梨（旧平村）と城端町を結ぶ「朴峠道」は古来より最も往来の多かった峠道であり、「旧五箇山街道峠道（きゅうごかやまかいどうとうげみち）」として市の文化財に指定されている。

## 概要

近世期の五箇山地図。

五箇山地域は平家の落人伝承・南朝の落人伝承が残っているように、通行の困難な秘境として古くから知られていた。しかし室町時代後半より浄土真宗が北陸一帯で広まると、真宗を敵視する戦国大名領を避けて本願寺に通うため五箇山・白川を通るルートが重視され、開拓が進んでいった。その一環として戦国時代後半より善徳寺を中心とする城端城の開発が進み、江戸時代に入るころには城端町が五箇山への登り口として重視されるようになった。
天正13年（1585年）以後、加賀藩領となった五箇山では下梨村の市助が代官に任じられ、市助を中心として近世期には多くの峠道が整備されていった。こうして、文化11年（1814年）作成の「越中五箇山絵図」を始め、藩政期に作成された多くの絵図において五箇山と平野部を結ぶ峠道が描かれるようになった。 
江戸時代後期、詳細な加賀藩領地図を作成したことで知られる石黒信由は、測量の記録を「三州測量図籍」に残していた。「三州測量図籍」は五箇山の峠道を整理し、以下の7つの道筋を紹介している。
1. 「城端より五ヶ山小瀬峠通 西赤尾町村領飛州境迄往来道筋（小瀬峠）」 : 新泉沢・大鋸屋・ニッ屋（いずれも旧城端町）を経て小瀬峠を上り、小瀬・漆谷・下島・西赤尾町村を経て飛騨に抜ける道
2. 「城端より五ヶ山ホウ峠通り下梨村等往来道筋（朴峠）」 : 大宮野・打尾・若杉（いずれも旧城端町）を経て唐木峠・朴峠を上り、そこからニッ梨谷・相倉を通って上梨へ通じる道、梨谷・下杉峠・小来栖を経てへ下梨へ通じる道に分かれる。
3. 「城端より五ヶ山、細野峠通 大前嶋迄井縄池道筋（細野峠もしくは杉尾峠）」 : 窪田・細野（いずれも旧城端町）を経て細野峠を上り杉尾に出、そこから城村へ通じる道、渡原を経て大崩嶋へ通じる道に分かれる。
4. 「谷村領川原崎辻より五ケ山栃原村等迄道筋之内 観寺村前より（栃原峠）」 : 志観寺（旧井波町）を経て栃原峠を上り、栃原・下原へ出る。
5. 「井波より五ケ山村々往来道筋（杉谷峠）」 : 松島（旧井波町）から杉谷峠を上り、下原村に出る。東に向かって仙納原小橋を越えるとと利賀川流域の諸集落に出て、南に向かうと小谷地域の諸集落に出る。
6. 「五ヶ山境庄川仙納原大橋より利賀谷往来飛州境迄道筋」 : 井波往来から仙納原小橋を渡って九里ケ当・脇谷を経て高沼へ向い、その後東に向かうと百瀬川流域の諸集落に出て、南に向かうと利賀川流域の諸集落に出る。
7. 「利賀谷往来高沼村より婦負郡高清水村通り百瀬谷往来道筋」 : 高沼村より東に向かい、婦負郡高清水を経て百瀬川流域の菅沼集落に出る。 菅沼からは下百瀬川村・島地上百瀬川村を経て上ノ名集落まで通じる。

## 旧五箇山街道峠道
上述した五箇山と平野部を結ぶ峠道の中で、最も往来の多かったのが朴（ほう）峠であった。上梨谷・下梨谷の住民は人力あるいは牛を用いて五箇山で生産された塩硝・紙・生糸などを搬出し、桑や楮などの原料米や生活物資を搬入した。
城端から若杉口までは1里、若杉口から唐木峠までは18町、唐木峠から朴峠までは18町の距離があり、坂道難所であることから冬場の交通は困難なものであった。そのために朴峠には常住のお助け小屋が置かれ、朴峠の利用者は米・塩の援助や資材入手の便を図っていたという 。この峠道は加賀藩から五箇山へ送られる流刑人の通る道でもあり、加賀騒動の関係者として著名な大槻伝蔵もこの峠を通って祖山村まで至っている。
起点である城端町東新田から打尾谷口までの道は、ほ場整備のため過去の峠道の名残はないが、若杉集落跡の上部を通る林道から唐木峠までの登り道に自然石を敷いた石畳が残っている。昭和58年10月14日にこれらの道が城端町で「旧五箇山街道峠道」として文化財に指定され、南砺市への合併後、旧平村側の路線も含め平成18年11月28日に改めて市の文化財に指定された。